# Chris Vermorcken
Chris Vermorcken (Brussel·les, 1936) és una guionista i directora de cinema belga. El seu documental del 1980 Io sono Anna Magnani, va rebre el premi André Cavens a la millor pel·lícula atorgada per l'Associació Belga de Crítics de Cinema (UCC). També ha realitzat altres documentals per cinema i televisió.

## Filmografia
- Le dernier des chiens (curtmetratge, 1975)
- L'île oubliée (curtmetratge, 1976)
- Ayez le sourire (curtmetratge, 1977)
- Io sono Anna Magnani (documental, 1980)
- The New You Asked for It (sèrie de televisió, 1981)
- Pantera (curtmetratge, 1982)
- Profession dresseur (curt documental, 1983)
- La porte entrouverte (curtmetratge, 1983)
- The Hollywood Messenger (documental, 1985)
- Leonor Fini (documental, 1988)
- Vers des rêves impossibles (documental, 1999)